# Ayette Indian and Chinese Cemetery
Ayette Indian and Chinese Cemetery is een Britse militaire begraafplaats met gesneuvelden uit de Eerste Wereldoorlog, gelegen in de Franse gemeente Ayette (Pas-de-Calais). De begraafplaats ligt aan de Vieux Chemin de Bucquoy op 330 m ten zuiden van het gemeentehuis. Ze heeft een rechthoekige vorm met dicht bij de westelijke hoek een uitsprong waarin een schuilhuisje me rustbank is geplaatst. De begraafplaats ligt iets hoger dan het straatniveau en wordt, behalve aan de straatkant begrensd door een natuurstenen muur. De toegang bestaat uit een gesplitste trap met een tiental treden. De begraafplaats wordt onderhouden door de Commonwealth War Graves Commission.
Op de begraafplaats liggen 63 graven van Chinese en Indische arbeiders die werden ingezet om de bevoorrading, onderhoud en allerlei ambachtelijke taken, nodig voor de gevechtstroepen, uit te voeren. 
Zeshonderd meter noordelijker ligt Ayette British Cemetery.

## Geschiedenis
Tijdens het Duitse lenteoffensief in maart 1918 was Ayette het toneel van zware gevechten en het werd toen door de Duitse troepen veroverd. Op 3 april daaropvolgend werd het heroverd door de 32nd Division en bleef in geallieerde handen tot het einde van de oorlog. De begraafplaats werd in september 1917 door Britse gevechtstroepen opgericht en bleef tot april en in de herfst van 1918 in gebruik.
Er liggen 35 Indiërs, 28 Chinezen en 1 Duitser bergraven. Onder de Chinezen is er één die onder Frans bevel diende. Zij waren ingedeeld bij het Corps de Travailleurs Chinois en het Chinese Labour Corps. 